# Pseudoprosopis sericea
Pseudoprosopis sericea är en ärtväxtart som först beskrevs av John Hutchinson och John McEwan Dalziel, och fick sitt nu gällande namn av John Patrick Micklethwait Brenan. Pseudoprosopis sericea ingår i släktet Pseudoprosopis och familjen ärtväxter. Inga underarter finns listade i Catalogue of Life.